# سانتا روزا
سانتا روزا (نيومكسيكو) (بالإنجليزية: Santa Rosa, New Mexico)‏ هي مدينة تقع في الولايات المتحدة في مقاطعة غوادالوبي، نيومكسيكو. يقدر عدد سكانها بـ 2,744 نسمة ومساحتها 11.1 كم2 وترتفع عن سطح البحر 1,407 متر.

## التركيبة السكانية
حدّد مكتب تعداد الولايات المتحدة بيانات التركيبة السكانية لسانتا روزا في تعداد الولايات المتحدة. في ما يلي، التركيبة السكانية حسب تعدادي 2000 و2010.

### تعداد عام 2000
بلغ عدد سكان سانتا روزا 2,744 نسمة بحسب تعداد عام 2000، وبلغ عدد الأسر 898 أسرة وعدد العائلات 617 عائلة مقيمة في المدينة. في حين سجلت الكثافة السكانية 210.9 نسمة لكل كيلومتر مربع (546.2/ميل2). وبلغ عدد الوحدات السكنية 1,024 وحدة بمتوسط كثافة قدره 78.7 لكل كيلومتر مربع (203.8/ميل2).
وتوزع التركيب العرقي للمدينة بنسبة 57.47% من البيض و2.19% من الأمريكيين الأفارقة و1.75% من الأمريكيين الأصليين و0.87% من الأمريكيين ذوي الأصول الآسيوية و0.04% من سكان جزر المحيط الهادئ و33.13% من الأعراق الأخرى و4.56% من عرقين مختلطين أو أكثر و81.16% من الهسبانيون أو اللاتينيون من أي عرق.
بلغ عدد الأسر 898 أسرة كانت نسبة 39.1% منها لديها أطفال تحت سن الثامنة عشر تعيش معهم، وبلغت نسبة الأزواج القاطنين مع بعضهم البعض 45.1% من أصل المجموع الكلي للأسر، ونسبة 18.3% من الأسر كان لديها معيلات من الإناث دون وجود شريك، بينما كانت نسبة 5.3% من الأسر لديها معيلون من الذكور دون وجود شريكة وكانت نسبة 31.3% من غير العائلات. تألفت نسبة 28% من أصل جميع الأسر من عدة أفراد يعيشون في نفس المنزل ونسبة 11.2% كانت تتألف من شخص يعيش بمفرده يبلغ من العمر 65 عاماً أو أكثر. وبلغ متوسط حجم الأسرة المعيشية 2.50، أما متوسط حجم العائلات فبلغ 3.03.
بلغ العمر الوسطي للسكان 36.3 عاماً. وكانت نسبة 23.1% من القاطنين تحت سن الثامنة عشر، وكانت نسبة 6.7% بين الثامنة عشر والرابعة والعشرين عاماً، ونسبة 22.5% كانت واقعةً في الفئة العمرية ما بين الخامسة والعشرين والرابعة والأربعين عاماً، ونسبة 17.8% كانت ما بين الخامسة والأربعين والرابعة والستين، ونسبة 11.6% كانت ضمن فئة الخامسة والستين عاماً فما فوق. يوجد لكل 100 أنثى 93.7 ذكر، ويوجد لكل 100 أنثى في الثامنة عشر من عمرها فما فوق 89.1 ذكر.
بلغ متوسط دخل الأسرة في المدينة 25,085 دولارًا، أما متوسط دخل العائلة فبلغ 28,782 دولارًا. وكان متوسط دخل الذكور 20,161 دولارًا مقابل 16,417 دولارًا للإناث. وسجل دخل الفرد الخاص بالمدينة 11,168 دولارًا. وكانت نسبة 18.9% من العائلات ونسبة 23.2% من السكان تحت خط الفقر، وكان من هؤلاء نسبة 27.6% تحت سن الثامنة عشر ونسبة 23.9% في الخامسة والستين من العمر وما فوق.

### تعداد عام 2010
بلغ عدد سكان سانتا روزا 2,848 نسمة بحسب تعداد عام 2010، وبلغ عدد الأسر 981 أسرة وعدد العائلات 621 عائلة مقيمة في المدينة. في حين سجلت الكثافة السكانية 218.9 نسمة لكل كيلومتر مربع (566.9/ميل2). وبلغ عدد الوحدات السكنية 1,178 وحدة بمتوسط كثافة قدره 90.5 لكل كيلومتر مربع (234.4/ميل2).
وتوزع التركيب العرقي للمدينة بنسبة 69.21% من البيض و2.39% من الأمريكيين الأفارقة و2% من الأمريكيين الأصليين و1.83% من الأمريكيين ذوي الأصول الآسيوية و21.14% من الأعراق الأخرى و3.44% من عرقين مختلطين أو أكثر و79.42% من الهسبانيون أو اللاتينيون من أي عرق.
بلغ عدد الأسر 981 أسرة كانت نسبة 32.3% منها لديها أطفال تحت سن الثامنة عشر تعيش معهم، وبلغت نسبة الأزواج القاطنين مع بعضهم البعض 36.7% من أصل المجموع الكلي للأسر، ونسبة 19.1% من الأسر كان لديها معيلات من الإناث دون وجود شريك، بينما كانت نسبة 7.5% من الأسر لديها معيلون من الذكور دون وجود شريكة وكانت نسبة 36.7% من غير العائلات. تألفت نسبة 31.4% من أصل جميع الأسر من عدة أفراد يعيشون في نفس المنزل ونسبة 12% كانت تتألف من شخص يعيش بمفرده يبلغ من العمر 65 عاماً أو أكثر. وبلغ متوسط حجم الأسرة المعيشية 2.32، أما متوسط حجم العائلات فبلغ 2.90.
بلغ العمر الوسطي للسكان 36.3 عاماً. وكانت نسبة 20.5% من القاطنين تحت سن الثامنة عشر، وكانت نسبة 9.4% بين الثامنة عشر والرابعة والعشرين عاماً، ونسبة 31.1% كانت واقعةً في الفئة العمرية ما بين الخامسة والعشرين والرابعة والأربعين عاماً، ونسبة 26.1% كانت ما بين الخامسة والأربعين والرابعة والستين، ونسبة 12.9% كانت ضمن فئة الخامسة والستين عاماً فما فوق. وتوزع التركيب الجنسي للسكان بنسبة 59.4% ذكور و40.6% إناث.

## أعلام
- جيسي بارنز
- سانتياغو إي. كامبوس